# AOL OpenRide
AOL OpenRide — набор приложений-элементов для работы в Интернете, созданный компанией AOL. Включал в себя электронную почту, AOL Instant Messenger, веб-браузер и медиаплеер, размещённых в одном окне. Любой пользователь мог совершенно бесплатно скачать утилиту, но для получения всех максимальных возможностей программного обеспечения требовалось войти в систему AOL или AIM.
Главное окно программы было разделено на 4 мини-окна (рабочие области окна, иначе называемые как «панели»):
- Через панель «People» пользователи могли войти в сервис AOL Instant Messenger, в котором могли посмотреть список контактов-друзей и переписку.
- Панель «E-mail» служила для работы со стандартным клиентом электронной почты. В ней не существовало ограничений только по работе с электронной почтой AOL, но она позволяла добавлять и работать с учётными записями других поставщиков электронной почты.
- Рабочая область «Web Browser» поддерживала работу с AOL Explorer, который использовал движок Microsoft Trident, поддерживал работу с вкладками и прочие возможности.
- «Media» панель обеспечивала и предоставляла доступ к коллекции видео от AOL, к сервису Radio@AOL, а также была возможность запустить аудиофайлы с локального жёсткого диска пользователя.

В конце мая 2007 года, после того, как программа прекратила развиваться уже более полугода с октября 2006 года, но была доступна всем пользователям, AOL убрал доступ к загрузке AOL OpenRide с официальной страницы проекта, но продолжал поддерживать его на странице помощи.
В конце июля 2007 года стало известно, что набор приложений AOL OpenRide должен был быть заменён на «AOL Helix». В конечном итоге «AOL Helix» был переименован на «AOL Desktop», который включал в себя большинство функций AOL OpenRide и был в своём роде его продолжающим развитием. Однако, большинство самых ключевых особенностей пропали без вести, включая Dynasizer, мультиобласти (панели) и Media Center OpenRide, который включал функцию поиска на рабочем столе AOL, фотографии, музыку, XM Radio, новостные ленты и flash player.
По состоянию на декабрь 2007 года пользователи AOL OpenRide уже не могли войти в сеть AOL с помощью приложения для использования e-mail, AOL Instant Messenger, так как сразу происходило разлогинивание и переадресация на страницу загрузки AOL Desktop.
На данный момент единственная функция, которая работает, это «Web Browser».